# Bonnétage
Bonnétage är en kommun i departementet Doubs i regionen Bourgogne-Franche-Comté i östra Frankrike. Kommunen ligger i kantonen Le Russey som tillhör arrondissementet Pontarlier. År 2022 hade Bonnétage 1 001 invånare.

## Befolkningsutveckling
Antalet invånare i kommunen Bonnétage
Referens:INSEE